# Alois Terš

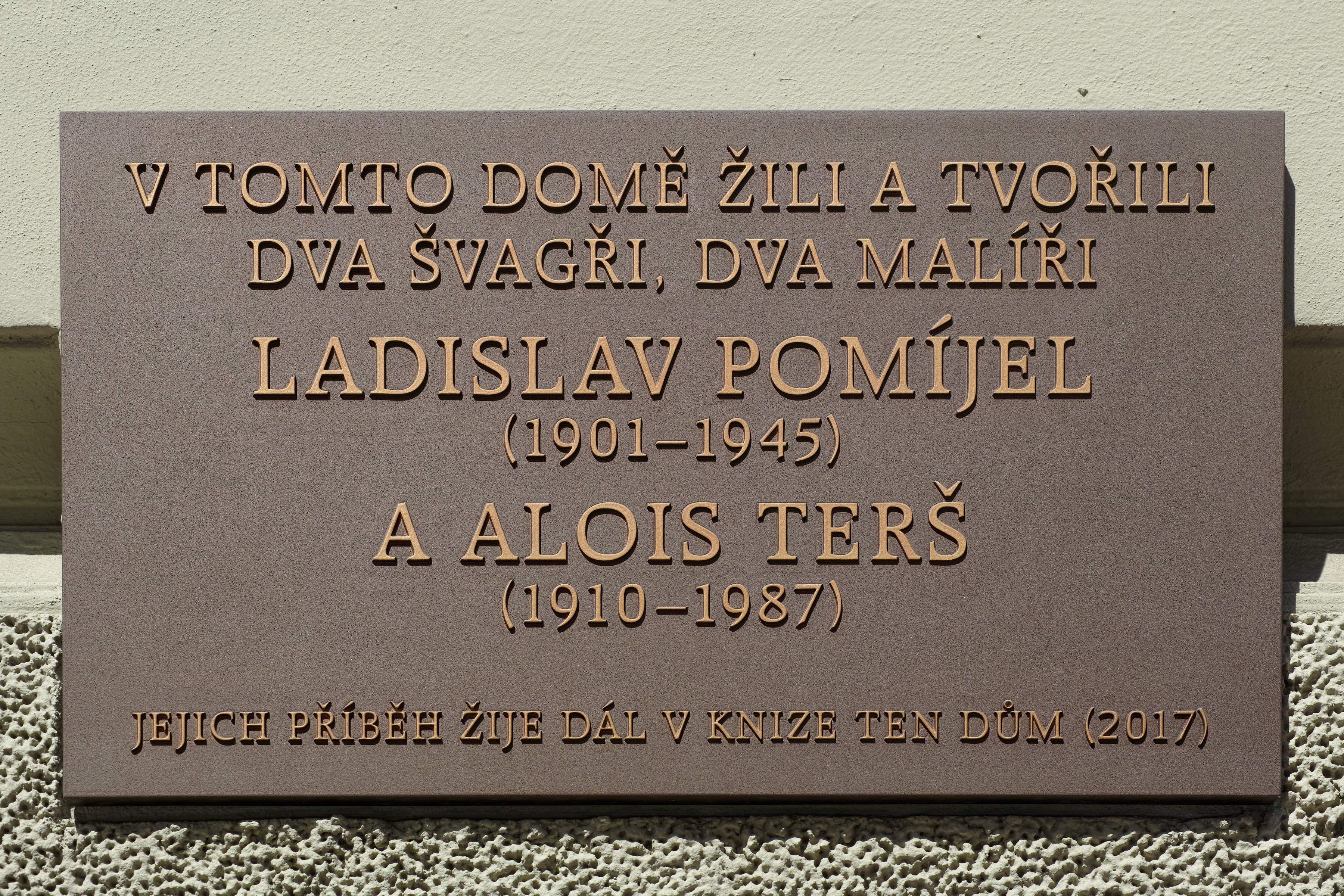
Pamětní deska v Riegrově ulici

Alois Terš (22. dubna 1910 Plzeň – 11. února 1987 České Budějovice) byl český pedagog, výtvarník a vlastivědný pracovník.

## Život
Alois Terš vystudoval matematiku, deskriptivní geometrii a výtvarnou výchovu v Plzni. Po působení v severních Čechách učil v Trhových Svinech a ve Zlivi. V roce 1943 pak začal učit v Českých Budějovicích. Od 1973 se věnoval pouze umělecké a vlastivědné činnosti. Byl tajemníkem Svazu československých výtvarných umělců v Českých Budějovicích.

## Dílo
Za svých pobytů na venkově, zejména na Trhosvinensku a na Zbudovských blatech, Alois Terš zachytil lidovou architekturu a její dekorativní prvky, a to v rozsáhlém souboru kreseb, který má mimořádnou dokumentární hodnotu. Zachytil také zanikající podobu měst.